# Mokrzeszów
Mokrzeszów (niem. Kunzendorf) – wieś w Polsce położona w województwie dolnośląskim, w powiecie świdnickim, w gminie Świdnica. 

## Podział administracyjny
W latach 1975–1998 miejscowość administracyjnie należała do województwa wałbrzyskiego.

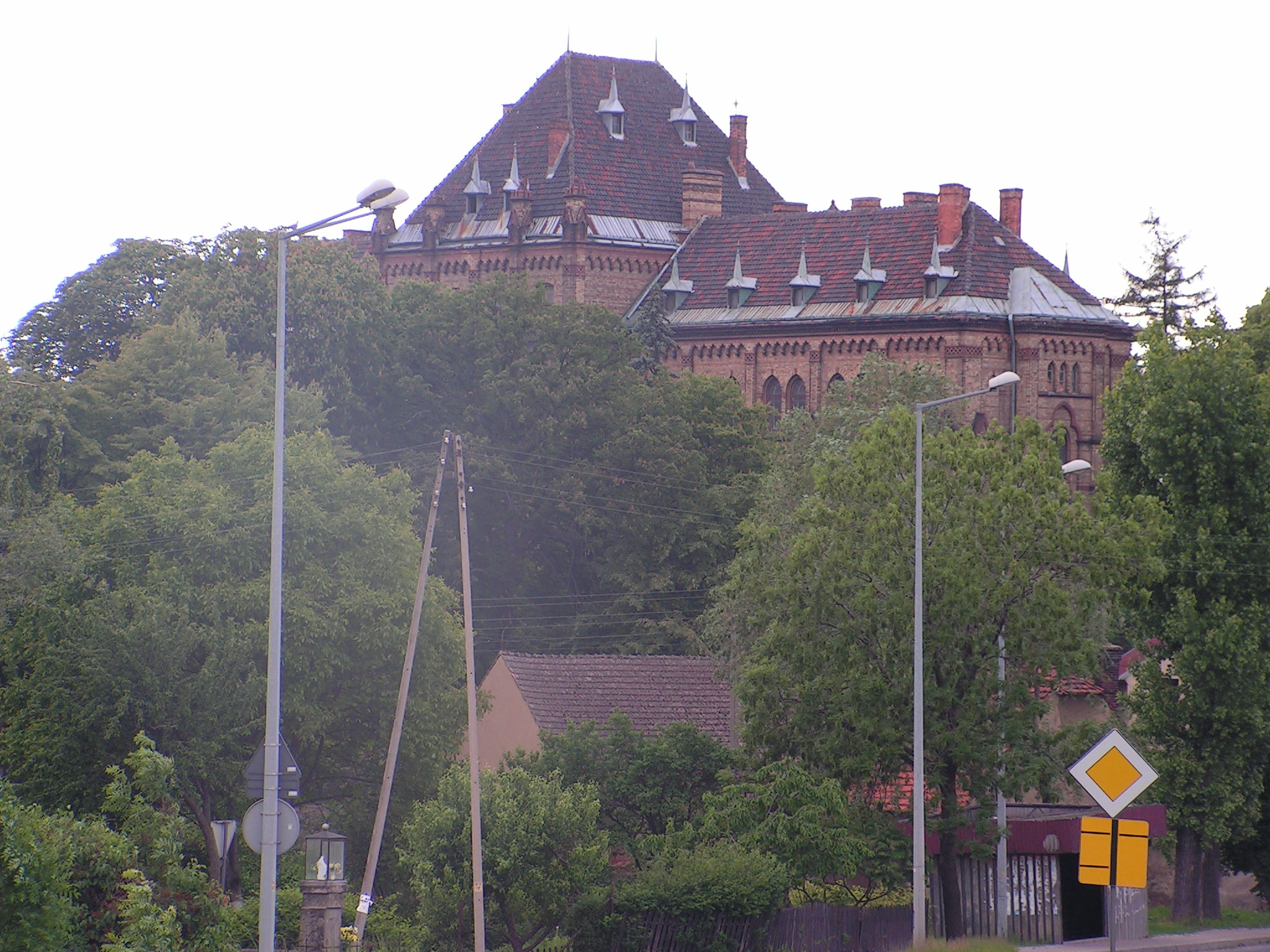
Szpital w Mokrzeszowie

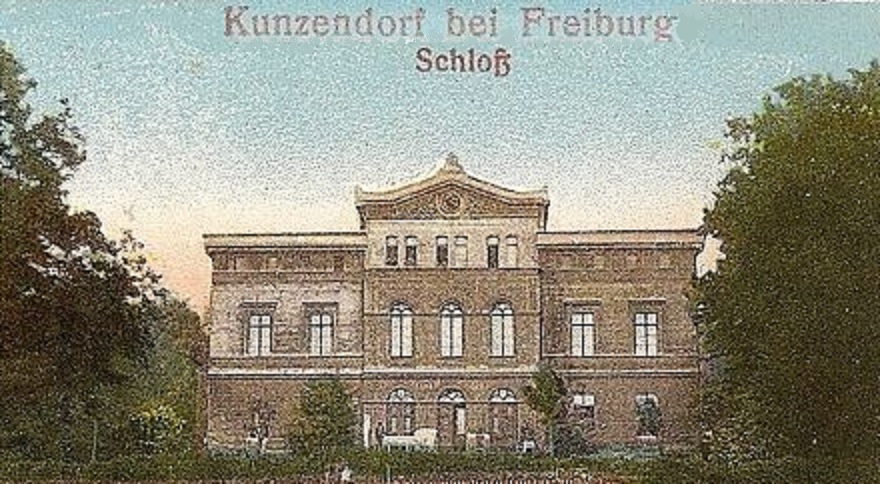
Pałac w Mokrzeszowie, na widokówce przed 1939

## Zabytki
Do wojewódzkiego rejestru zabytków wpisane są:
- Kościół pw. św. Jadwigi, gotycki z XIV w. ,wybudowany około 1268 r. ,przebudowany około 1500 r. Remontowany na przełomie XIX/XX wieku, w 1965 r. i w 2016 r. Jednonawowy, trójprzęsłowy kościół z gwiaździstym sklepieniem[7]. Najciekawszym elementem wyposażenia są: gotycka rzeźba Madonny z około 1430 r. i epitafia z XVI w.
- Pałac rodziny von Kramsta (nr 111), z czwartej ćwierci XIX w., ostatnimi właścicielami byli von Hochbergowie z Książa.
- Szpital śląskiej prowincji zakonu Kawalerów Maltańskich, zbudowany w latach 1860-1880 w stylu neogotyckim z cegły w kolorze czerwonym i żółtym, otoczony parkiem. Szpital i dom starców został wybudowany z funduszy przekazanych Zakonowi Kawalerów Maltańskich przez właściciela miejscowości barona von Jakoby-Klösta. Podczas I wojny światowej w obiekcie mieścił się szpital dla pilotów, a w latach 1918–1939 był budynkiem sanatoryjnym (od 1926 w rękach prywatnych). Od 1938 funkcjonował tu tzw. Dom Matek prowadzony przez Związek Dziewcząt Niemieckich, którego działalność wiązana jest z organizacją Lebensborn[8]. Do 1947 w obiekcie stacjonowała Armia Radziecka; następnie mieścił szkoły rolniczo-ogrodnicze, Wojewódzki Ośrodek Doskonalenia Rolniczego, Wojewódzki Ośrodek Doskonalenia Kadr Administracji Państwowej. Pomieszczenia budynku były planem dla polskiego serialu Gruby z 1971 r.[9]. W latach 90. obiekt trafił w ręce niemieckiej rodziny, która zamierzała przekształcić go w luksusowy hotel. Projektu nie zrealizowano, a niszczejący budynek w drugiej dekadzie XXI wieku powrócił w ręce Skarbu Państwa[8].